# أزمة الصواريخ القبرصية
أزمة الصواريخ القبرصية أو أزمة صواريخ أس - 300 القبرصية هي مواجهة سياسية توترت وتصاعدت بسرعة بين جمهورية قبرص وجمهورية تركيا بين بداية 1997 حتى أواخر 1998. وقد اندلعت المواجهة بسبب خطة قبرصية لإدخال منظومة صواريخ أس - 300 للدفاع الجوي روسية الصنع على أراضيها، مما دفع تركيا إلى التهديد بشن هجوم أو حتى حرب شاملة إذا لم تتم إعادة الصواريخ إلى روسيا. مثلت صفقة الصواريخ مع روسيا أول محاولة جادة للحكومة القبرصية لبناء نظام دفاع جوي موثوق به بعد سنوات من التفوق التركي في الجو. انتهت الأزمة فعليًا في ديسمبر 1998 بقرار من الحكومة القبرصية بنقل تلك المنظومة إلى سلاح الجو اليوناني مقابل أسلحة بديلة من اليونان. أدت الأزمة أيضًا إلى انهيار الحكومة الائتلافية القبرصية. قام سلاح الجو اليوناني بتركيب المنظومة في جزيرة كريت حيث لا تزال تعمل هناك.

## البداية
ظهرت منظومة أس - 300 في الاتحاد السوفييتي سنة 1978. وهي مصممة لصد الهجمات الجوية قصيرة ومتوسطة المدى. واعتبرت في ذلك الوقت أحد أقوى أنظمة الدفاع الجوي في العالم. وقد صدرت منها روسيا إلى 20 دولة.
اندلعت أزمة إيميا في بحر إيجه في الأيام الأخيرة من 1995 ووصلت ذروتها في يناير 1996، وفشلت بوقف طيران القوات الجوية التركية. فخلصت اليونان إلى أن مبيعات الأسلحة الأمريكية المتناسبة إلى كلا البلدين لا يمكن أن تلبي احتياجاتها. فأول خطوة خطتها في 1996 هي توقيع صفقة مع روسيا لشراء نظام الدفاع الجوي S-300 لنشره في قبرص.
وقد ورد أن الحكومة القبرصية بدأت منذ 1995 في وضع تصور وتخطيط لحل متكامل للدفاع الجوي للدفاع عن مجالها الجوي، والتي وفقًا للصحف المحلية أنها تتعرض لانتهاكات شبه يومية من قبل القوات الجوية التركية، وذلك به بحكم الأمر الواقع وجود دولة قبرص التركية في الشمال، التي طالبت قبرص بالسيادة الكاملة عليها. كذلك اعتبر القبارصة اليونانيون أن بيع إسرائيل الأخير لصواريخ أرض-أرض بعيدة المدى من طراز ATACMS إلى تركيا شكل تهديدًا عليهم، فقالوا بوضوح أنه ليس لديهم أي وسيلة للدفاع إذا تم إطلاق تلك الأسلحة من سواحل تركيا الجنوبية على الجزيرة.
وفي 3 يناير 1997 سرب مصدر دفاعي لم يذكر اسمه معلومات إلى وسائل الإعلام القبرصية بخصوص شراء صواريخ أرض-جو روسية الصنع، وهي قصة التقطتها رويترز ووكالة الأنباء القبرصية وغيرها من وسائل الأنباء. وأفاد التسريب أن موعد إتمام صفقة البيع بين روسيا وقبرص سيكون 4 يناير 1997.
في 5 يناير 1997 أعلن وزير خارجية قبرص أليكوس ميكايليدس لوسائل الإعلام العالمية أن الحكومة قد اكتسبت قدرة دفاع جوي على شكل صواريخ الدفاع الجوي الروسية الصنع S-300 والرادارات المرتبطة بها. وقد تم في ذلك الوقت الإبقاء على التفاصيل غامضة، وتناولت وسائل الإعلام شائعات عن عدد الصواريخ المزعومة والقدرات إلى ادعاءات متباينة بشدة بشأن سعر الشراء.
في اليوم نفسه أدلى المتحدث باسم الحكومة ياناكيس كاسوليدس ببيان أشار فيه إلى أن الحكومة القبرصية لها الحق المشروع في تعزيز قدراتها الدفاعية، وقال أيضًا إن شراء الأسلحة يتناسب مع الحشد العسكري التركي في شمال الجزيرة. وفي الوقت نفسه نُقل عن وزير الدفاع التركي تورهان تايان في تركيا قوله إن هذا الإجراء من شأنه تقويض السلام في المنطقة.
وصرح فاليري بوجريبنكوف المتحدث باسم وكالة التصدير الدفاعية الروسية روس أوبورون إكسبورت بأن بيع صواريخ S-300 إلى قبرص لن يؤثر سلبًا على ميزان القوى في المنطقة، حيث أن الأسلحة هي دفاعية بالكامل.

## قدرة الصاروخ القبرصي S-300

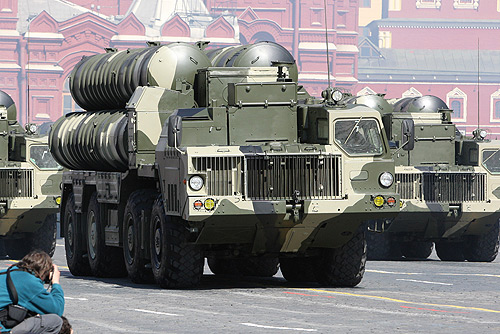
أنظمة S-300 المشابهة لتلك المباعة إلى قبرص.

على الرغم من عدم الكشف علنًا عن التفاصيل الدقيقة والمناقشات على نطاق واسع، إلا أن العديد من المراقبين اتفقوا على أن الحكومة القبرصية حصلت على نظامين من أس-300 PMU-1s، يتألف كل منهما من رادار للإنذار المبكر وإدارة المعركة 64N6E (BIG BIRD D) على الأقل. ما لا يقل عن 16 مقطورة قاذفة رباعية 5P85TE و75 صاروخ 48N6. كان من المفترض أن يصل مدى الصواريخ إلى 150 كم. أما المعدات الأخرى التي قد تكون موجودة من ضمن الشراء، بناءً على ممارسة النشر القياسية لهذا النوع من مصفوفة الأسلحة، تتضمن نظام القيادة والتحكم 83M6E، بالإضافة إلى دعم البنية التحتية للرادار ومركبات دعم المهندسين المتنقلة.
وقد جاء الدليل الأولي لمثل تلك القدرة القتالية بعد الكشف التدريجي لوسائل الإعلام عن قدرات S-300 PMU-1 في جزيرة كريت بعد نشر الأسلحة في الجزيرة اليونانية سنة 1998. أيضًا سمح التصوير الجوي الرقمي والأقمار الصناعية مثل برنامج Google Earth للمراقبين المستقلين أن يذكروا بأن ما يقل عن ثلاثة منشآت عسكرية جديدة تم بناؤها لغرض معين في قبرص لنشر S-300s (موقعان لبطاريات الصواريخ وموقع جبلي واحد لحزمة الرادار 64N6E). وبحسب بعض هؤلاء المراقبين فقد تم تثبيت موقع الرادار وأحد مواقع الصواريخ في مواقع شديدة التحصين على الوجه الشمالي لجبل أوليمبوس، أكبر جبال ترودوس. بالإضافة إلى ذلك يُزعم وجود موقع ثان للصواريخ المحصنة بالقرب من دروشيا، وهي قرية ساحلية في أقصى غرب الجزيرة.

## ردود الفعل التركية
في 11 يناير 1997 ذكرت مصادر إعلامية قبرصية وأمريكية أن تركيا هددت علانية إما بضربة وقائية لمنع وصول الصواريخ أو شن حرب فعلية في قبرص كرد على وصول الصواريخ. كما أنها هددت بفرض حصار على قبرص من تركيا.
وقالت تركيا أيضًا إنها قد تحتل منتجعًا سياحيًا مهجورًا في قبرص إذا لم تتراجع الحكومة القبرصية. وهدد الرئيس القبرصي التركي رؤوف دنكتاش بالسيطرة على فاروشا، وهي منطقة متنازع عليها تم إغلاقها منذ الغزو التركي لقبرص 1974. ومعظم العقارات في فاروشا مملوكة للقبارصة اليونانيين.
وبعد الإعلان عن شراء منظومة S-300، حصلت القوات المسلحة التركية من إسرائيل على صواريخ أرض-أرض، لاستخدامها من خلال عملية عسكرية بتدمير S-300 إذا تم تركيبها في الجزيرة. أيضًا وفقًا لوسائل الإعلام التركية ووكالات استخبارات دول أخرى، تم إرسال طيارين أتراك مع طائراتهم من طراز F-16 إلى منطقة النقب في إسرائيل ليتم تدريبهم على كيفية تدمير صواريخ إس -300. ووفقًا لتقارير الإذاعة الإسرائيلية تم تدريب الطيارين الأتراك فقط على كيفية التهرب من تلك الصواريخ وليس على كيفية تدميرها. ونفت سفارة إسرائيل في أثينا جميع التقارير.
في نوفمبر 1997 نفذت القوات المسلحة التركية مناورة عسكرية في شمال قبرص، حيث دمرت صواريخ وهمية S-300 للتحضير لعمليات ضد الصواريخ الحقيقية على قبرص.

## ردود الفعل القبرصية واليونانية والروسية المضادة
احتجت الحكومة القبرصية على التهديدات التركية في الأمم المتحدة وأكدت على حقها في الدفاع عن النفس والحاجة إلى ردع فعال. بالإضافة إلى ذلك قال الرئيس القبرصي غلافكوس كليريدس إن الصواريخ ستُنشر في الجزيرة للدفاع فقط. كما تم وضع القوات المسلحة القبرصية في أعلى حالة تأهب وتعبئة منذ الغزو التركي للجزيرة سنة 1974.
بين يناير ويونيو 1997 ورد أن اليونان زادت من استعداد القوات الجوية اليونانية وأصول البحرية اليونانية المتمركزة في أقرب مكان إلى قبرص وتحركت لدعم الموقف القبرصي ضمنيًا بأن الصواريخ صممت للدفاع فقط. ثم تم تصعيد الموقف هذه المرة بسبب القرار اليوناني بإرسال مجموعة صغيرة من الطائرات المقاتلة من طراز إف 16 إلى قبرص بالإضافة إلى قوات إضافية لتعزيز وحدة ELDYK [الإنجليزية] اليونانية في الجزيرة.
تجنبت روسيا في البداية المواجهة المباشرة مع تركيا لكنها أصرت مرارًا وتكرارًا على أن بيع صواريخ إس -300 إلى قبرص سيمضي دون تدخل. ونتيجة لذلك نظرت تركيا إلى شركائها الاستراتيجيين في الناتو، بما في ذلك الولايات المتحدة للحصول على تأكيدات بأنه لن يتم منعها من العمل ضد التهديد المتصور إذا دعت الحاجة.

## ردود الفعل الغربية
أدت التهديدات التركية إلى حملة من قبل الدول الغربية لمنع انتشار النظام في قبرص خوفًا من إشعال حرب في قبرص يمكن أن تجتذب اليونانيين. بالإضافة إلى ذلك حذر الاتحاد الأوروبي من أن الحشد العسكري قد يضر بطلب قبرص للحصول على العضوية.
عارضت الولايات المتحدة بشدة خطط قبرص لتثبيت الأسلحة المضادة للطائرات ولكنها حذرت تركيا أيضًا من الهجوم. وصرح المتحدث باسم وزارة الخارجية الأمريكية: «هذا ليس الوقت المناسب لتدلي الحكومة التركية بتصريحات جامحة ومثيرة، ومن المستحيل على تركيا اتخاذ مثل هذا الإجراء».

## تزايد التصعيد
في الأشهر التي سبقت يونيو 1997 تبادل الجانبان الخطاب السياسي والدعاية العدوانية حيث حاول كلاهما تبرير مواقفهما أمام المجتمع الدولي. وفي سبتمبر 1997 بدأت البحرية وخفر السواحل التركيين بالصعود على متن السفن المتوجهة إلى قبرص وتفتيشها، ومن ضمنها السفن التي ترفع العلم الروسي في المياه الدولية. لم يزعج الوضع القبارصة اليونانيين فحسب بل أيضًا أثار قلق أثينا وموسكو شركاءهم العسكريين والاقتصاديين الاستراتيجيين، كما يتضح من التصريحات الرسمية الصادرة في أكتوبر 1997 والتي تشير إلى أن اليونان وروسيا ستخوضان حربًا مع تركيا إذا تعرضت قبرص للهجوم أو الحصار.
وفي ديسمبر بدأت تقارير تظهر في منتديات وسائل الإعلام اليونانية والقبرصية تفيد بأن روسيا كانت بصدد حشد قوة بحرية كبيرة بحاملة طائرات بطائرات حربية بعيدة المدى وطراد صاروخ موجه وغواصات هجومية. كان الافتراض أن القوة سيكون لها غرضان: نقل صواريخ إس -300 ومواد عسكرية أخرى عبر المياه اليونانية إلى قبرص، ومهاجمة البحرية التركية إذا حاولت التدخل.

## التسريبات
أثارت قبرص اليونانية إمكانية إلغاء نشر الصواريخ مقابل وقف الطيران فوق قبرص لكن تركيا رفضت الفكرة. بدلاً من مواجهة الاحتمال السياسي للإذلال من خلال التنازل عن المطالب التركية بإلغاء البيع على الفور، قرر كليريدس أخيرًا في ديسمبر 1998 إرسال أنظمة صواريخ S-300 إلى جزيرة كريت. ظاهريًا تم اتخاذ القرار لضمان أن الصفقة مع روسيا ستمضي في تحقيق المنفعة الاقتصادية للأخيرة وأن اليونان سيتم تعويضها عن الوضع من خلال تلقي القدرة الدفاعية لـ S-300 لكريت. شجبت الحكومة التركية هذه الخطوة باعتبارها محاولة ساخرة لإعادة توجيه قدرة صاروخ S-300 ضد شواطئها الجنوبية الغربية ومجالها الجوي ولإعطاء دفاع جوي مرغوب فيه بشدة للسفن والطائرات اليونانية المتجهة من جزيرة كريت إلى قبرص.
كما أدت الأزمة إلى انهيار الحكومة الائتلافية الحاكمة في قبرص.

## الاتفاق القبرصي اليوناني
لم تفكر الحكومة القبرصية أبدًا بجدوى عودة أنظمة صواريخ الدفاع الجوي S-300 إلى قبرص خوفًا من الإضرار بسمعتها ومكانتها في الأوساط السياسية الأوروبية. ونتيجة لذلك قررت في 2007 بيع الصواريخ بصورة نهائية إلى اليونان مقابل مواد عسكرية بديلة، يُعرف أنها تتكون من كمية كبيرة من أنظمة الصواريخ قصيرة المدى من طراز TOR-M1 ونوع غير معروف من أنظمة صواريخ الدفاع الجوي متوسطة المدى. كما زودت اليونان قبرص باثني عشر مدفعًا ذاتي الدفع عيار 155 ملم كدفعة إيجار جزئية لاستخدام إس -300 خلال سنوات 1999 و 2006.

## اختبار الصواريخ
في 13 ديسمبر 2013 ولأول مرة منذ الحصول على تلك المنظومة الصاروخية، فقد تم اختبارها في جزيرة كريت. وفقًا للتقارير التي لم تؤكدها اليونان أو إسرائيل، قامت اليونان بتنشيط S-300 خلال بعض التدريبات التي أجريت بين البلدين للطائرات الحربية الإسرائيلية لممارسة واختبار ومعرفة قدرات النظام. لكن مسؤولا يونانيا مجهول قال: إن اليونان لا تسمح لأي دولة أخرى باختبار النظام.